# João Antônio de Morais
João Antônio de Moraes, primeiro barão das Duas Barras, (Queluz, hoje Conselheiro Lafaiete, Minas Gerais  — Trajano de Moraes, 9 de outubro de 1883) foi um comerciante e fazendeiro brasileiro.

## Biografia
Décimo filho de um total de doze filhos do casal Antônio de Moraes Coutinho Costa e Maria Felizarda de Santana, João, juntamente com o irmão Antônio Rodrigues de Moraes, migrou para a região de Cantagalo no estado do Rio de Janeiro. 
Após a morte do irmão, casou-se com a sua cunhada e então viúva, Basília Rosa da Silva Franco, tendo sido pai do segundo barão das Duas Barras, Elias Antônio de Morais. Era oficial da Imperial Ordem da Rosa, e foi também agraciado com o título de primeiro barão das Duas Barras em 8 de julho de 1867.
Chegou a ter o incrível número de 22 fazendas sob sua propriedade, configurando-se como um dos mais prósperos fazendeiros de seu tempo e uma das maiores fortunas do Brasil Imperial, conforme o livro de sua descendente, Judith de Moraes.
Era tio e padrasto de José Antônio de Moraes, Visconde de Imbé, e avô da considerada primeira prefeita eleita no estado do Rio de Janeiro, Honestalda de Moraes Martins, além de ser familiar de várias figuras proeminentes na política fluminense, tais como Raul Veiga, Trajano de Moraes e Galdino do Valle Filho.
Faleceu em 9 de outubro de 1883, em sua fazenda em Trajano de Moraes.